# Yu Huan
Yu Huan (fl. Siglo Tercero) fue un historiador del estado de Cao Wei durante el periodo de los Tres Reinos en China.

## Vida
Yu Huan nació en la región de Jingzhao la cual se encontraba en la actual Xi'un, Shaanxi. Es conocido por escribir el Weilüe y Dianlüe, el cual según el Libro de Sui, está compuesto de 33 y 89 volúmenes respectivamente. El Libro Viejo de Tang listó 38 volúmenes del Weilüe y 50 volúmenes del Dianlüe, mientras el Libro Nuevo de Tang listó el Weilüe conteniendo 50 volúmenes.
Ninguno de estos trabajos han sobrevivido, aun así un volumen del Weilüe se encuentra citado en un extenso pie de página en Registros de los Tres Reinos en la (30.º) sección sobre Wuhuan, Xianbei y Dongyi por Pei Songzhi durante el siglo quinto. Sirvió como una guía adicional a las Regiones Occidentales en el libro.
Según el Shitong, Yu Huan llegó a ser alcalde de Luoyang, la capital del estado de Cao Wei (220-265). A pesar de que parece que nunca dejó China, recogió una gran cantidad de información sobre las naciones al oeste de China incluyendo Parthia, India, el Imperio Romano y las varias rutas a ellos. Parte de esta información llegó a China bastante después de los tiempos de Yu Huan, también puede ser encontrado en las secciones que tratan las Regiones Occidentales de los Registros del Historiador Magnífico, el Libro de Han, y/o el Libro del Han Tardío.
A pesar de la inclusión de información moderna (a veces fantasiosa), el Weilüe contiene materiales nuevos y confiables. La mayoría de su formación de finales del siglo segundo e inicios del tercero. Es esta nueva información que sitúa al Weilüe como una fuente tan valiosa valiosa fuente de tiempo de la dinastía del Han Oriental, antes de que China fuera aislada de Occidente por guerras civiles a lo largo de sus fronteras durante del siglo II d. C..